# フェルミン・ロペス
フェルミン・ロペス・マリン（Fermín López Marín、2003年5月11日 - ）は、スペイン・アンダルシア州ウエルバ県エル・カンピージョ出身のサッカー選手。ラ・リーガ・バルセロナ所属。スペイン代表。ポジションはFW、MF。

## クラブ経歴
2003年5月11日、スペインのウエルバ県エル・カンピージョで生まれたフェルミン・ロペスは、8歳の時に地元のクラブチームでサッカーを始め、1年後にレクレアティーボ・ウェルバに移籍した。しかし、ウエルバに加入してから1年後には子供の頃からの夢だったレアル・ベティスのユースからオファーを受けて、その夢を叶えることになった。
数年後、バルセロナのスカウトマンはユースでのフェルミンの噂を耳にして視察に訪れるも、予期せぬ水疱瘡のためにすぐに彼のプレーを見ることは叶わなかった。その後、2016年夏、ロペスが13歳の時に生活の質とラ・マシアのプロジェクトに惹かれてFCバルセロナのユースに加入した。
加入してすぐにチームに適応すると、それまでの7人制サッカーから11人制サッカーに移行するインファンティルAではアレハンドロ・バルデなどと共にプレーした。
さらに、入団から3年目にはフベニールBでプレーし始めてラ・マシアで輝く逸材の1人と見なされるようになると、16歳になる直前の2019年3月にバルセロナと2022年まで契約を更新した。
2022-23シーズンはスペインの3部リーグに相当するプリメーラ・ディビシオンRFEFのリナーレス・デポルティーボに期限付き移籍し、背番号「10」を背負って40試合に出場すると、12ゴール4アシストの活躍を魅せた。
リナレスでの活躍がトップチームのシャビ・エルナンデス監督に評価され、トップチームのアメリカ遠征に帯同し、2023年7月29日にアーリントンで行われたプレシーズンマッチでレアル・マドリードと対戦した際には、後半から途中出場して1ゴール1アシストを記録。試合後にペドリは「彼のプレーは本当に好きだ。まだ一緒にプレーしたことはないけど、彼には気概とクオリティーがある。」と評価した。
8月27日のビジャレアル戦でバルセロナのトップチームデビューを飾ると、その1ヶ月後の9月26日に行われたマジョルカ戦で1部リーグ初ゴールを決めた。さらに、10月25日にはUEFAチャンピオンズリーグのシャフタール・ドネツク戦でも得点を挙げて2-1の勝利に貢献すると、この試合のマン・オブ・ザ・マッチに選ばれた。
2024年10月31日、バルセロナとの契約を2029年まで延長した。11月6日、UEFAチャンピオンズリーグのツルヴェナ・ズヴェズダ戦(5-2)で得点を記録した。
2025年5月15日、RCDエスパニョールとのバルセロナ・ダービーで途中出場すると、試合終了直前に得点し2-0で勝利したことでバルセロナにとって2季ぶり、自身にとっては初のリーグタイトルを飾った。

## 代表経歴
2023年10月6日、U-21スペイン代表に招集され、10月13日のU-23ウズベキスタン戦でデビューを飾った。その後、17日に行われたUEFA U-21欧州選手権予選のU-21カザフスタン戦で得点を挙げた。
2024年5月、UEFA EURO 2024に挑むスペインA代表チームの一員にも選ばれたチームはこの大会で優勝を果たしたが、本人の出場機会はなかった。
7月、2024年オリンピックサッカーの23歳以下のスペイン代表に選ばれた。準々決勝戦ではU-23日本代表を相手に2ゴールを決めるなどの活躍をし勝利に貢献した。
さらに、決勝のU-23フランス戦でも2ゴール決めてスペインを1992年大会以来となる五輪優勝へと導いた。個人では大会を通じて6ゴールを決めスフィアン・ラヒミに次いで大会2位の得点者となり、ビジャレアルに所属するアレックス・バエナとともに史上2人目（1人目は1984年に記録したフランスのGKアルベール・ルスト）の同じ年にUEFA欧州選手権と夏季オリンピックで金メダルを獲得した選手となった。

## 個人成績

### クラブでの成績
2025年5月16日現在
| クラブ          | シーズン       | リーグ戦                   | リーグ戦 | リーグ戦 | カップ戦 | カップ戦 | 国際大会 | 国際大会 | その他 | その他 | 通算 | 通算 |
| クラブ          | シーズン       | ディビジョン               | 出場     | 得点     | 出場     | 得点     | 出場     | 得点     | 出場   | 得点   | 出場 | 得点 |
| --------------- | -------------- | -------------------------- | -------- | -------- | -------- | -------- | -------- | -------- | ------ | ------ | ---- | ---- |
| バルセロナB     | 2022-23        | プリメーラ・フェデラシオン | 0        | 0        | —        | —        | —        | —        | —      | —      | 0    | 0    |
| バルセロナB     | 2023-24        | プリメーラ・フェデラシオン | 1        | 0        | —        | —        | —        | —        | —      | —      | 1    | 0    |
| バルセロナB     | 通算           | 通算                       | 1        | 0        | —        | —        | —        | —        | —      | —      | 1    | 0    |
| リナレス (loan) | 2022-23        | プリメーラ・フェデラシオン | 37       | 12       | 3        | 0        | —        | —        | —      | —      | 40   | 12   |
| バルセロナ      | 2023-24        | ラリーガ                   | 31       | 8        | 2        | 1        | 8        | 2        | 1      | 0      | 42   | 11   |
| バルセロナ      | 2024-25        | ラリーガ                   | 26       | 5        | 6        | 1        | 11       | 1        | 1      | 0      | 44   | 7    |
| バルセロナ      | 通算           | 通算                       | 57       | 13       | 8        | 2        | 19       | 3        | 2      | 0      | 86   | 18   |
| キャリア総通算  | キャリア総通算 | キャリア総通算             | 95       | 25       | 11       | 2        | 19       | 3        | 2      | 0      | 127  | 30   |

1. 1 2  UEFAチャンピオンズリーグ
2. 1 2  スーペルコパ・デ・エスパーニャ

## タイトル

### クラブ
FCバルセロナ
- プリメーラ・ディビシオン：1回 (2024-25)
- コパ・デル・レイ：1回 (2024-25)
- スーペルコパ・デ・エスパーニャ：1回 (2024-25)

### 代表
スペイン代表
- UEFA欧州選手権 : 2024

スペイン代表 U-23
- パリオリンピック : 2024